# Yuxiang

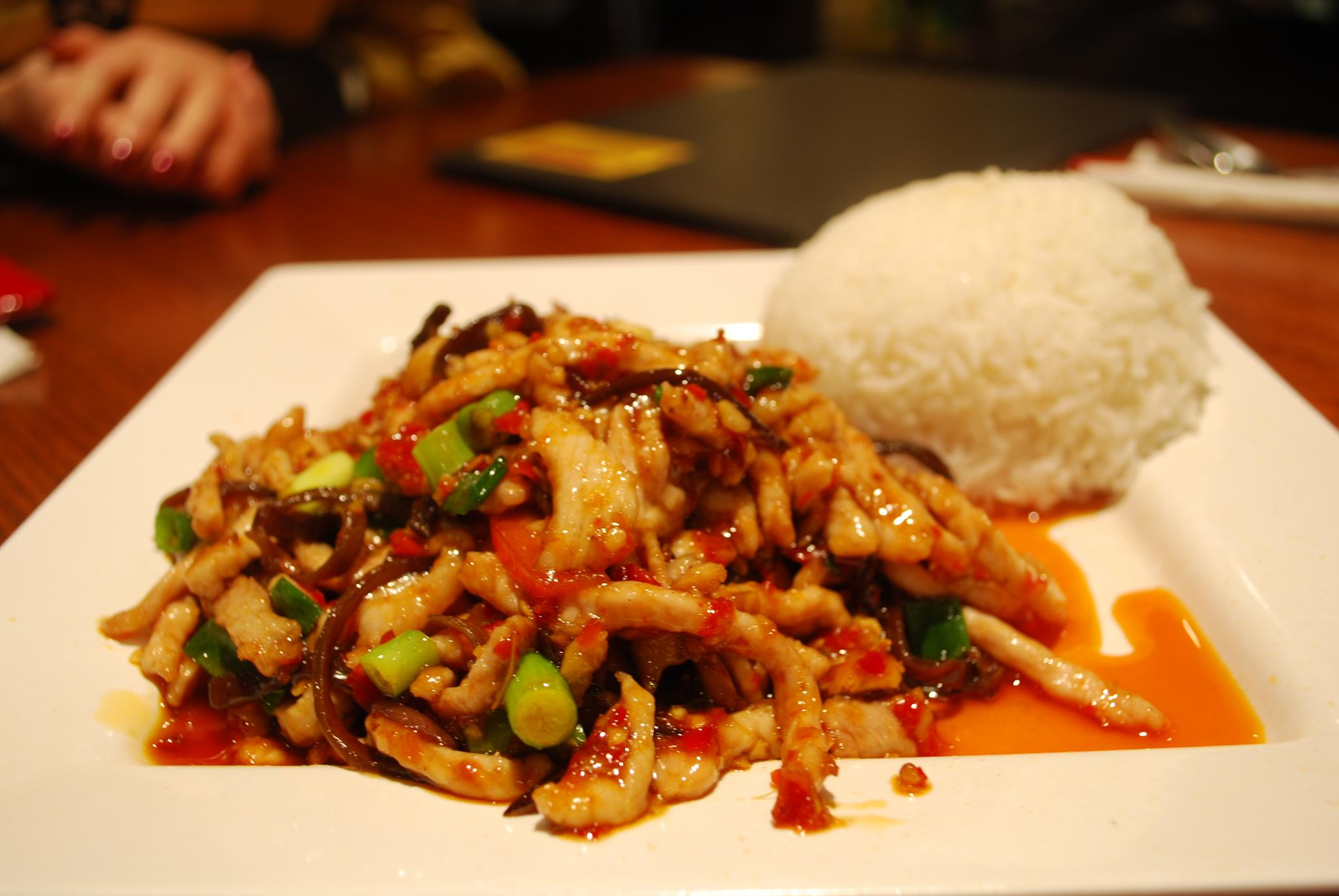
Tiras de carne de cerdo con yuxiang.

El término yuxiang (en chino tradicional, 魚香; en chino simplificado, 鱼香; pinyin, yú xiāng; literalmente, ‘fish fragrance’) se refiere a una mezcla saborizante de la gastronomía china, y también a la salsa que se prepara con ella en la cual se cocinan carnes o vegetales. Se dice que es originaria de la gastronomía de Sichuan, pero se ha popularizado y diseminado a otras cocinas regionales chinas. A veces se compara la técnica de preparado consistente en saltar una base de ingredientes compuesta por ajo, cebolla de verdeo y jengibre con el mirepoix de la gastronomía francesa..
Además de la mezcla base, el preparado de yuxiang casi siempre incluye el uso de azúcar, sal, doubanjiang, salsa de soja, y pimiento chile.

## Preparación
Se pica fina la cebolla de verdeo blanca, jengibre y ajo. Se las mezcla en iguales proporciones, aunque algunas personas prefieren poner un poco más de cebolla de verdeo que jengibre y ajo. Luego la mezcla se fríe en aceite vegetal con el doubanjiang y pimiento para crear la salsa base.

## Platillos
A pesar de que su significado en sentido literal en chino es "fragancia de pescado", el yuxiang no contiene frutos de mar, no se lo utiliza para prepara frutos de mar, sino platillos que a menudo contienen carne de ternera, cerdo o pollo, como así mismo recetas vegetarianas. Algunos platillos preparados con yuxiang son :
- Yuxiang rousi (魚香肉絲): Cintas de cerdo frito con yuxiang
- Yuxiang qiezi (魚香茄子): Berenjenas braseadas con yuxiang
- Yuxiang niunan (魚香牛腩): Carne cocida con yuxiang